# Maria Luisa Zuloaga de Tovar
Maria Luisa Zuloaga de Tovar (1902-1992 ) là một nghệ nhân gốm người Venezuela.

## Giáo dục
Tovar học hội họa với họa sĩ người Catalan (lúc đó có trụ sở tại Caracas) Ángel Cabré i Magriñá cùng với chị gái, họa sĩ Elisa Elvira Zuloaga, thông qua các lớp học riêng do cha họ sắp xếp vào năm 1916. Phát hiện ra rằng bà thích điêu khắc hơn vào năm 1936. tại Escuela de Artes Plásticas y Applicadas (Trường Mỹ thuật và Ứng dụng) mới được mở lại và cập nhật ở Venezuela. Ở đó, bà học trong chương trình gốm non trẻ do João Gonçalves đạo diễn, cũng như điêu khắc dưới thời Ernesto Maragall. Tovar tới New York vào năm 1939 để học trong một xưởng được thành lập bởi nhà điêu khắc Alexander Archipenko, nơi bà tiếp tục nghiên cứu về gốm sứ.

## Ảnh minh họa
Trở về Caracas vào năm 1941, bà đã xây dựng một xưởng sản xuất một lò gạch, chỉ đứng thứ hai trong cả nước. Năm 1946, bà đã giành được giải thưởng quốc gia về nghệ thuật ứng dụng tại Giải thưởng nghệ thuật thường niên lần thứ VII Salón (Art Salon Venezuela Art Salon) cũng như các giải thưởng tiếp theo vào năm 1960 và 1961. Trong suốt sự nghiệp của mình, Tovar có hứng thú với các truyền thống địa phương của Venezuela, thể hiện dưới hình thức các mẫu trừu tượng gợi lại các họa tiết thời tiền Columbus hoặc hình ảnh tôn giáo, như thiên thần hay Trinh nữ và trẻ em. Ví dụ, từ năm 1949 cho đến khi bà qua đời, Tovar đã trưng bày một chiếc bình gốm tráng men trong nhà mà bà đã thêm những nhân vật mới mỗi năm. Bên cạnh những cuộc thám hiểm với hình ảnh dân gian, Tovar đã thử nghiệm các vật liệu và làm quen với các loại men ánh kim mang lại vẻ ngoài kim loại cho đồ gốm sứ của cô. Bà cũng sử dụng lò nung của mình để tạo thành các tấm thủy tinh, được trang trí bằng dấu ấn của lá và cây. Năm 1962, bà đã giành được huy chương vàng tại Triển lãm quốc tế về gốm sứ đương đại ở Prague và năm 1965 huy chương bạc tại Triển lãm quốc tế, les émaux dans la céramique actuelle tại Musée Ariana (Musée suisse de la céramique et du verre) ở Geneva.

## Triển lãm
- Sala Mendoza (Caracas), 1968 và 1979. Triển lãm cá nhân.
- Museo de Arte Contemporáneo de Caracas, 1986. Triển lãm cá nhân.
- Moderno: Thiết kế để sống ở Brazil, Mexico và Venezuela Lưu trữ ngày 13 tháng 9 năm 2018 tại Wayback Machine, Hiệp hội Châu Mỹ (New York), 2015.